# Перье, Жан-Мари
Жан-Мари Перье (фр. Jean-Marie Périer; род. 1 февраля 1940, Нёйи-сюр-Сен) — французский фотограф и кинорежиссёр. Брат Марка Пореля.

## Биография
Родился в 1940 году. Его официальный отец — популярный актёр Франсуа Перье, а биологический — певец Анри Сальвадор. Мать — актриса Жаклин Порель, внучка легендарной Режан. Расставшись с Сальвадором и завязав отношения с Перье, Жаклин даже не догадывалась, что уже носит под сердцем ребёнка.
Фотографировать начал в 1956 году, будучи ассистентом Даниэля Филипаччи, работавшего в Marie Claire. Некоторое время Перье был фотографом изданий Jazz magazine, Paris Match и Tele7jours. Проходил военную службу на территории Алжира.
С 1962 по 1974 год был сотрудником газеты Salut Les Copains. Жан-Мари Перье не только фотограф, но и режиссёр, начинавший с рекламных роликов и постепенно перешедший к документальным и игровым фильмам. Его фильм «Общественный телефон» в 1980 году был представлен на кинофестивале в Каннах.
Работал с самыми яркими звёздами мирового кино, музыки, моды — The Beatles, The Rolling Stones, Ален Делон, Жак Дютрон, Франсуаза Арди, Джонни Холлидей (также многолетний друг Перье), Жан-Поль Готье, Натали Портман и т. д.

### на французском языке
- Jean-Marie Périer et Françoise Hardy. Françoise: par Jean-Marie Périer. Editions du Chêne, 2011, 240 pages, ill. ISBN 978-2-8123-0489-7